# У Тан
Маха Тхрай Сітху У Тхант, або У Тан (бірм. ဦးသန; 22 січня 1909, Пандано, Бірма — 25 листопада 1974, Нью-Йорк, США) — бірманський дипломат і третій Генеральний секретар Організації Об'єднаних Націй з 1962 року по 1971 рік. Був вибраний на цю посаду після загибелі попереднього Генерального секретаря Дага Хаммаршельда в авіакатастрофі, у вересні 1961 року.

## Життєпис
У Тан здобув освіту в Національній середній школі в Пандано і в Рангунському університеті. До початку своєї дипломатичної кар'єри У Тан працював у галузі освіти та інформації. Він був старшим викладачем в Національній середній школі в Пандано, в якій він до цього вчився, а в 1931 році став її директором, зайнявши перше місце на конкурсі викладачів англійської та рідної мов в середній школі.
До Другої Світової війни він був членом Бірманського комітету з підручників і Ради з питань національної освіти, а також членом Виконавчого комітету Асоціації директорів шкіл. Крім того, він активно працював позаштатним журналістом. У 1942 році впродовж декількох місяців У Тан виконував функції секретаря Бірманського комітету з реорганізації системи освіти. Наступного року він повернувся в Національну середню школу, де пропрацював директором ще чотири роки.
У 1947 році У Тан був призначений прессекретарем уряду Бірми. У 1948 році став директором Служби мовлення, а наступного року був призначений урядовим секретарем міністерства інформації Бірми. У 1953 році У Тан стає секретарем по особливих дорученнях в канцелярії прем'єр-міністра, а в 1955 році на нього були додатково покладені функції Виконавчого секретаря Бірманської економічної і соціальної ради.
На момент свого призначення виконуючим обов'язки Генерального секретаря Організації Об'єднаних Націй У Тан був Постійним представником Бірми при ООН в ранзі посла (1957—1961 рр.). Протягом цього періоду він очолював делегації Бірми на сесіях Генеральної Асамблеї ООН, а в 1959 році був обраний одним із заступників Голови 14-ї сесії Асамблеї. У 1961 році У Тан став Головою Погоджувальної комісії Організації Об'єднаних Націй по Конго і Головою Комітету з Фонду капітального розвитку Організації Об'єднаних Націй.
У рамках своєї дипломатичної кар'єри У Тан неодноразово виконував функції радника прем'єр-міністрів Бірми. До виконання функцій виконувача обов'язки Генерального секретаря У Тан приступив 3 листопада 1961 року, коли Генеральна Асамблея по рекомендації Ради Безпеки одноголосно призначила його на період, що залишався до закінчення терміну повноважень загиблого Генерального секретаря Дага Хаммаршельда. Згодом, 30 листопада 1962 року, Генеральна Асамблея одноголосно призначила його Генеральним секретарем на термін, що закінчувався 3 листопада 1966 року.
2 грудня 1966 року Генеральна Асамблея по одностайній рекомендації Ради Безпеці (резолюція 229, 1966 ріку) призначила У Тана на другий термін перебування на посаді Генерального секретаря Організації Об'єднаних Націй. Його повноваження закінчились 31 грудня 1971 року.
У Тан пішов на пенсію після закінчення свого другого терміну в 1971 році.
Помер 25 листопада 1974 року у віці 65 років після тривалої хвороби.